# Ligne Caltanissetta Xirbi-Gela-Syracuse
La ligne de chemin de fer Caltanissetta Xirbi-Gela-Siracusa est une ligne ferroviaire gérée par la RFI qui utilise des tronçons ferroviaires construits à différentes époques : le tronçon de Caltanissetta Xirbi à Canicattì de la ligne Caltanissetta Xirbi-Agrigente inauguré entre 1874 et 1880 et la ligne Syracuse-Gela-Canicattì inaugurée entre 1880 et 1893.